# Fibra muscular extrafusal
As fibras musculares extrafusais são as fibras musculares padrão esqueléticas, que são inervadas pelos neurônios motores alfa, e geram tensão por contração, permitindo assim o movimento do esqueleto. Eles compõem a grande massa de tecido muscular esquelético e são ligados ao osso por extensões de tecido fibroso (tendões).
Cada neurônio motor alfa e as fibras musculares extrafusais inervadas por ele constituem uma unidade motora. A conexão entre o neurônio motor alfa e a fibra muscular extrafusal é uma junção neuromuscular, onde o sinal do neurônio, o potencial de ação, é transduzido na fibra muscular pelo neurotransmissor acetilcolina.
Fibras musculares extrafusais não devem ser confundidas com fibras musculares intrafusais, que são inervadas por terminações nervosas sensoriais em partes centrais não contráteis e por neurônios motores gama em extremidades contráteis e, assim, servem como proprioceptores sensoriais.
Fibras musculares extrafusais podem ser geradas in vitro (em um prato) a partir de células-tronco pluripotentes através de diferenciação direcionada. Isso permite estudar sua formação e fisiologia.